# Supercavitação

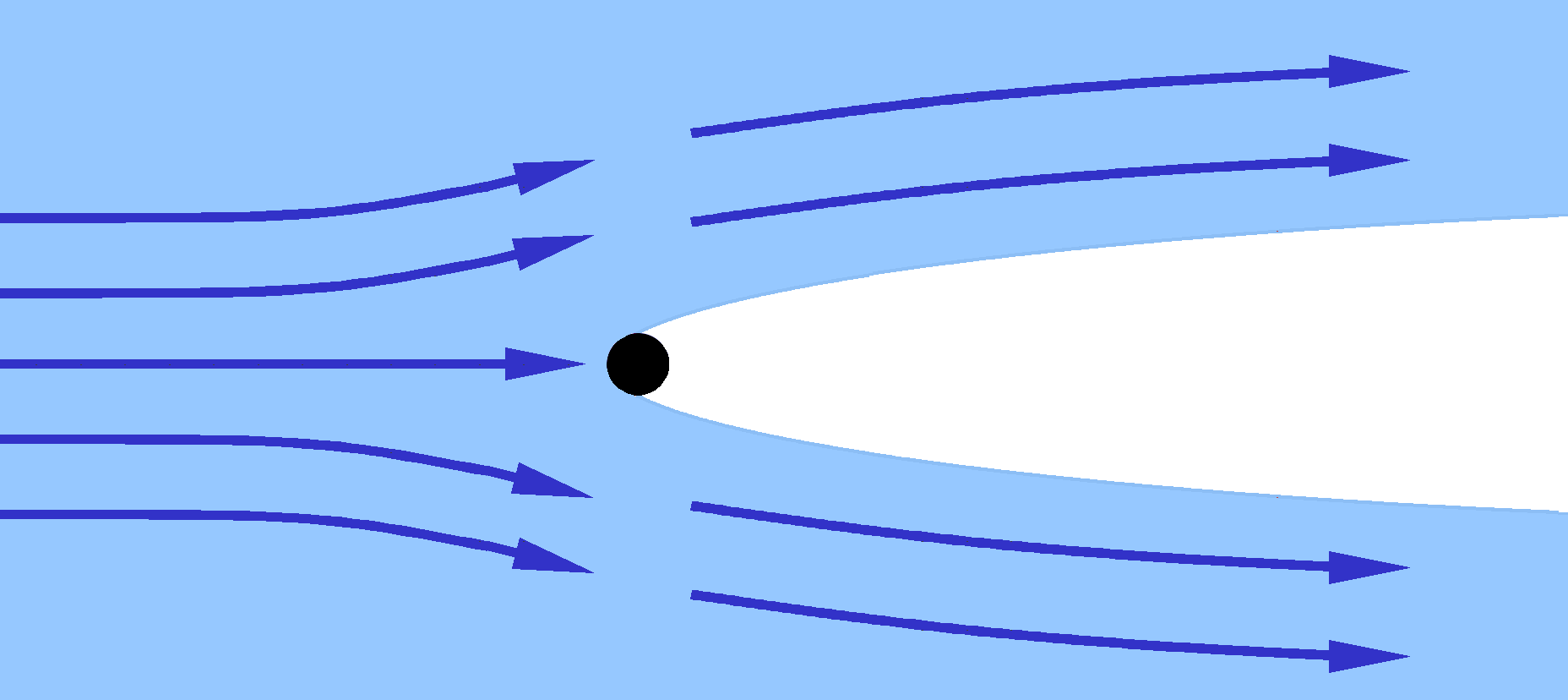
A cavitação forma-se atrás de um objeto rodeado por um rápido fluxo de líquido.

A supercavitação é um fenômeno hidrodinâmico, uma variação da cavitação. É produzida quando um objeto se move a uma grande velocidade em um fluido. A diferença fundamental entre cavitação e supercavitação, reside na velocidade e nos usos potenciais da mesma, mas a cavitação é um fenômeno, geralmente, negativo tanto para a indústria naval ou a aeronáutica. A supercavitação é uma nova via de futuro na indústria, e oferece novos horizontes econômicos e tecnológicos.
Este fenômeno consiste em que o objeto ao mover-se a uma grande velocidade, o fluido se expande a seu redor adquire uma velocidade muito grande, fazendo que sua pressão diminua drasticamente. Se lhe chega o ponto de evaporação do líquido, este converte-se em gás e, portanto, o objeto expande-se por meio gasoso diminuindo, assim, sua fricção.